# 김해나 (가수)
김해나(본명:김희선, 1987년 9월 25일 ~ )는 대한민국의 가수이자 작곡가이다.

## 학력
- 세한대학교 실용음악과 (학사)
- 경희대학교 아트퓨전디자인 대학원 퍼포밍아트과 (석사)

## 경력
- 2020년 : 대한장애인 한국연맹 홍보대사

## 앨범
- 2014년 얼씨구나
- 2014년 수백향
- 2014년 여자랍니다
- 2016년 춤추는 고양이
- 2017년 꿈이라 해요
- 2017년 껌딱지 내사랑
- 2019년 흔들어 주세요
- 2020년 잊지 못할 이야기

## 공연
- 2021년 K - 트롯바이브 일상회복 콘서트

## 작사
- 2015년 남남북녀
- 2015년 어머니
- 2015년 사랑의 돌직구
- 2017년 크레용팝 스케치북